# 2012 au Brésil
Chronologie du Brésil
- 2008
- 2009
- 2010
- 2011
- 2012
- 2013
- 2014
- 2015
- 2016

Cette page concerne des événements d'actualité qui se sont produits durant l'année 2012 au Brésil.

## Événements
- 29 mars : la présidente du Brésil Dilma Rousseff participe au quatrième sommet du BRICS[1] ;
- 13 au 22 juin : sommet du Rio+20 ;
- 1er juillet : la ville de Rio de Janeiro est inscrite au Patrimoine mondial de l'UNESCO[2] ;
- 28 juillet : Sarah Menezes devient la première judokate brésilienne médaillée d'or aux Jeux olympiques[3].

## Décès
- 29 septembre : Hebe Camargo, personnalité de la télévision brésilienne (née le 8 mars 1929).
- 5 décembre : Oscar Niemeyer, architecte et designer.